# وسلما
وسلما (به لاتین: Vasalemma) یک سکونتگاه مسکونی در استونی است که در وسلما پاریش واقع شده‌است.

## خصوصیات
وسلما ۸۷۹ نفر جمعیت دارد.